# 아자이드
아자이드(영어: azide 에이자이드[*])는 화학식에 N−
3를 가지고 있는 음이온이다. 아자이드는 하이드라조산(HN3)의 짝염기이다. N−
3는 CO2, NCO−, N2O, NO+
2 and NCF과 같이 등전자성의 선형 음이온이다. 원자가 결합 이론에 따라 아자이드는 여러 공명 구조로 설명할 수 있다. 중요한 것은 {\displaystyle {\ce {^{-}N={\overset {+}{N}}=N^{-}}}}이다. 아자이드는 또한 유기화학에서 RN3의 작용기이다.
아자이드는 에어백의 추진제로 사용된다.

## 같이 보기
- 작용기